# Wired (album)
Wired – album studyjny brytyjskiego gitarzysty Jeffa Becka. Wydawnictwo ukazało się w maju 1976 roku nakładem wytwórni muzycznej Epic Records. Becka w nagraniach wsparli Wilbur Bascomb (gitara basowa), Narada Michael Walden, (perkusja, instrumenty klawiszowe), Max Middleton (instrumenty klawiszowe), Jan Hammer (instrumenty klawiszowe), Ed Green (perkusja) oraz Richard Bailey (perkusja). 1 października 1976 roku płyta uzyskała status złotej w Kanadzie. Natomiast 21 listopada 1986 roku płyta uzyskała status platynowej w Stanach Zjednoczonych. 

## Lista utworów
Opracowano na podstawie materiału źródłowego.
| Nr | Tytuł utworu              | Autorzy                    | Długość |
| -- | ------------------------- | -------------------------- | ------- |
| 1. | „Led Boots”               | Max Middleton              | 4:03    |
| 2. | „Come Dancing”            | Narada Michael Walden      | 5:55    |
| 3. | „Goodbye Pork Pie Hat”    | Charles Mingus             | 5:31    |
| 4. | „Head for Backstage Pass” | Wilbur Bascomb, Andy Clark | 2:43    |
| 5. | „Blue Wind”               | Jan Hammer                 | 5:54    |
| 6. | „Sophie”                  | Narada Michael Walden      | 6:31    |
| 7. | „Play with Me”            | Narada Michael Walden      | 4:10    |
| 8. | „Love Is Green”           | Narada Michael Walden      | 2:30    |
|    |                           |                            | 37:17   |

## Listy sprzedaży
| Lista           | Kraj              | Pozycja |
| --------------- | ----------------- | ------- |
| Billboard 200   | Stany Zjednoczone | 16      |
| UK Albums Chart | Wielka Brytania   | 38      |